# Воля-Баторська
Воля-Баторська (пол. Wola Batorska) — село в Польщі, у гміні Неполомиці Велицького повіту Малопольського воєводства.
Населення — 2854 особи (2011).

## Демографія
Демографічна структура станом на 31 березня 2011 року:
|          | Загалом | Допрацездатний вік | Працездатний вік | Постпрацездатний вік |
| -------- | ------- | ------------------ | ---------------- | -------------------- |
| Чоловіки | 1385    | 274                | 995              | 116                  |
| Жінки    | 1469    | 299                | 893              | 277                  |
| Разом    | 2854    | 573                | 1888             | 393                  |